# Satyrus richthofeni
Satyrus richthofeni är en fjärilsart som beskrevs av Bang-haas 1933. Satyrus richthofeni ingår i släktet Satyrus och familjen praktfjärilar. Inga underarter finns listade.